# Antécédence

Gorges du Val du Fier.

En géologie, l'antécédence est le phénomène par lequel un cours d'eau coulant sur une surface en cours de surrection, incise le relief au fur et à mesure de sa déformation et conserve son orientation initiale.

## Exemples
- Gorges du Val du Fier[1]